# Marieke Koekkoek
Pour les articles homonymes, voir Koekkoek.
Marieke Koekkoek, née le 26 février 1989, est une femme politique néerlandaise, membre du parti pro-européen Volt Pays-Bas. Elle a été élue à la Chambre des représentants lors des élections législatives de 2021. Avant d'être députée, elle a étudié le droit et a travaillé comme stagiaire juridique.

## Formation
Koekkoek est née à Amsterdam et a grandi dans son quartier Zuidoost,. Après avoir passé une année sabbatique en Australie et en Europe, elle a commencé à étudier le droit néerlandais à l' Université d'Utrecht en 2008,. Elle était membre de son association d'études Urios et a présidé la Model United Nations Society d'Urios. Après avoir obtenu son diplôme en 2011, Koekkoek a étudié une année à l'Université d'Amsterdam et une autre année à l'Université de Barcelone, obtenant respectivement une maîtrise en droit du commerce international et des investissements et en droit et politique économiques internationaux,.
En octobre 2013, Koekkoek a rejoint le Centre d'études sur la gouvernance mondiale de la KU Leuven en tant que doctorante et chercheuse. Elle s'est spécialisée en droit commercial international et est retournée aux Pays-Bas en 2017, tout en continuant à travailler à la KU Leuven,. Koekoek a vécu en Chine pendant un certain temps en 2019 pour enseigner à la China-EU School of Law. Elle est devenue stagiaire juridique pour Fieldfisher à Amsterdam en septembre 2019,.

## Carrière politique
Koekkoek a rejoint le nouveau parti pro-européen Volt en 2018 après avoir été membre des Démocrates 66,. Elle a participé à la création du programme électoral européen du parti sur la plate-forme en ligne et aux élections du Parlement européen de 2019 aux Pays-Bas en tant que candidate de Volt Pays-Bas en vingt-deuxième position,.
Elle a été classée quatrième sur la liste du parti aux élections législatives de 2021 et a de nouveau aidé à rédiger le programme,. Koekkoek a fait campagne sur les droits des LGBT et sur l'immigration. Elle souhaitait que la procédure pour les demandeurs d'asile soit plus rapide et qu'ils aient le droit de travailler et d'apprendre le néerlandais en attendant les résultats de leur demande d'asile. Même si Volt n'a remporté que trois sièges aux élections, Koekkoek a été élue à la Chambre des représentants. Koekkoek était l'une des trois candidats aux élections de 2021 qui ont été élus en raison de leurs votes de préférence,.
À la Chambre, elle siège aux commissions suivantes :
- Commission de l'agriculture, de la nature et de la qualité alimentaire (nl)
- Commission du commerce extérieur et de la coopération au développement
- Commission de la santé, du bien-être et du sport
- Commission pour la justice et la sécurité (nl)
- Commission pour les relations du Royaume (nl)
- Commission des pétitions
- Commission des affaires sociales et de l'emploi

## Vie privée
Koekkoek est bisexuelle et vit dans le quartier d'Utrecht à Leidsche Rijn,,. Elle a un mari chinois, venu aux Pays-Bas pour étudier, et deux enfants,.